# 溧阳路 (元朝)
溧阳路，中国元朝时设置的路，辖境大致相当于今江苏省溧阳市。

## 历史
元朝至元十六年（1279，即元灭南宋当年），升溧阳府为溧阳路，辖本城的在城录事司（主管溧阳城内事务）与溧阳县。
至元二十八年（一说至元二十七年末，同为西历1291年），撤溧阳路复降为溧阳县，改属建康路。

## 注解
1. ↑  西历1279年3月18日
2. ↑  至元二十七年最后一天，西历1291年1月31日
3. ↑   註: